# Do dièse majeur

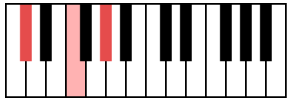
L'accord parfait de do dièse majeur se compose des notes suivantes : do♯, mi♯, sol♯,

La tonalité de do dièse  majeur (ut dièse majeur) se développe en partant de la note tonique do-ut dièse. Elle est appelée C-sharp major en anglais et Cis-Dur dans l’Europe centrale.
Elle occupe une position plus que périphérique, en dehors du cycle des quintes ; à cause de sa complexité, le plus souvent, elle est remplacée par son équivalent enharmonique, le ré bémol majeur. C'est la raison pour laquelle la tonalité de do dièse majeur est rare (on rappelle ici les préludes et fugues n° 3 dans le Clavier bien tempéré).
L'armure coïncide avec celle de la tonalité relative la dièse mineur.
L’échelle de do dièse majeur est : do♯, ré♯, mi♯, fa♯, sol♯, la♯, si♯, do♯.
- tonique : do♯
- médiante : mi♯
- dominante : sol♯
- sensible : si♯

Altérations : fa♯, do♯, sol♯, ré♯, la♯, mi♯, si♯.